# Klütjenfelde
Klütjenfelde war ein Ort auf der Elbinsel Wilhelmsburg auf der Südseite der Norderelbe östlich vom Reiherstieg. 

## Geschichte

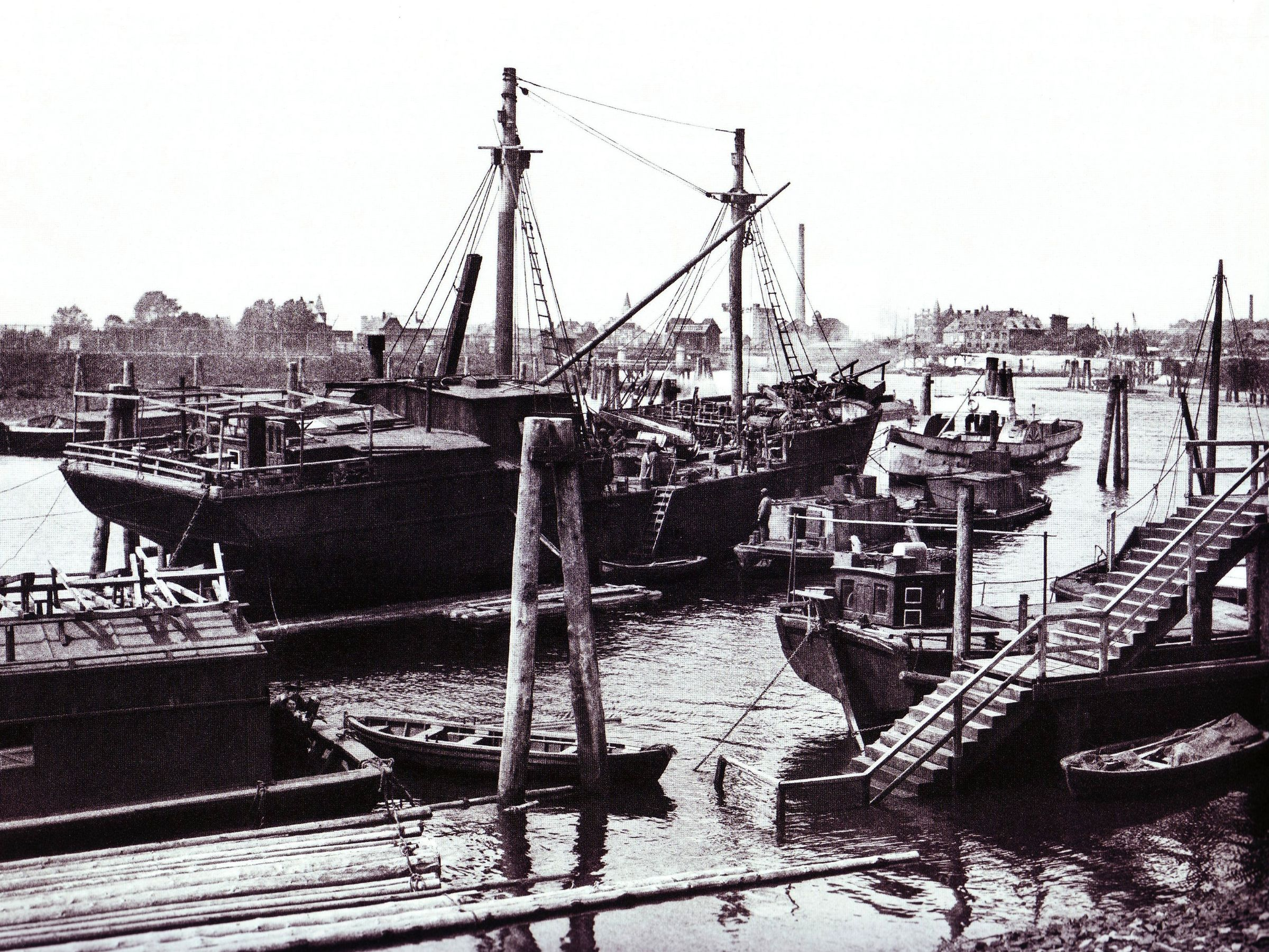
Klütjenfelder Hafen um 1900

Der Name ist ein von Mennoniten geprägter Begriff.  Er soll den Zusammenhalt dieser Gemeinschaft und das Aussehen deren Mitglieder (wie ein Klüten) beschreiben. Um 1700 wurde die Insel von Hamburg aufgekauft. Vorbesitzer war Georg Wilhelm (Braunschweig-Lüneburg). 1813 befahl Napoleon den Bau einer Schanze in Klütjenfeld. Um 1890 wurde der Klütjenfelder Hafen als Flusshafen am Kleinen Grasbrook (Reiherstieg) gelegen, angelegt. 2010 erinnern noch die Straßen Klütjenfelder Hauptdeich und Klütjenfelder Straße an den einstigen Ort.